# Rio Gâdeşti
O Rio Gâdeşti é um rio da Romênia, afluente do Poicu, localizado no distrito de Cluj.